# Corrimony Chambered Cairn
De Corrimony Chambered Cairn is een cairn gelegen bij de plaats Corrimony, ongeveer twintig kilometer ten westen van Urquhart Castle in Highland (Schotland). Het graf stamt uit 2000 v. Chr., oftewel de bronstijd. Het type graf waartoe Corrimony Chambered Cairn behoort, wordt aangeduid als Clava Cairn en is alleen te vinden in de regio rondom Inverness.

## Bouw
Het graf is ovaal van vorm en heeft een dikke stenen muur. De diameter is op de breedste plaats vijftien meter en op de smalste plaats veertien meter. De muren zijn gevormd door twee ringen van grote stenen, aangeduid als kerbs, waarbij de ruimte tussen deze stenen is opgevuld met kleinere stenen. De buitenste cirkel van het graf heeft de hoogste kerbs. De stapel met kleinere stenen stak in het verleden boven de buitenste kerbs uit, maar is in de loop van de tijd naar beneden uitgezakt. De buitenste kerbs zijn hierdoor alleen rondom de ingang nog goed zichtbaar. De muur is in de eenentwintigste eeuw nog ongeveer 2,5 meter hoog.

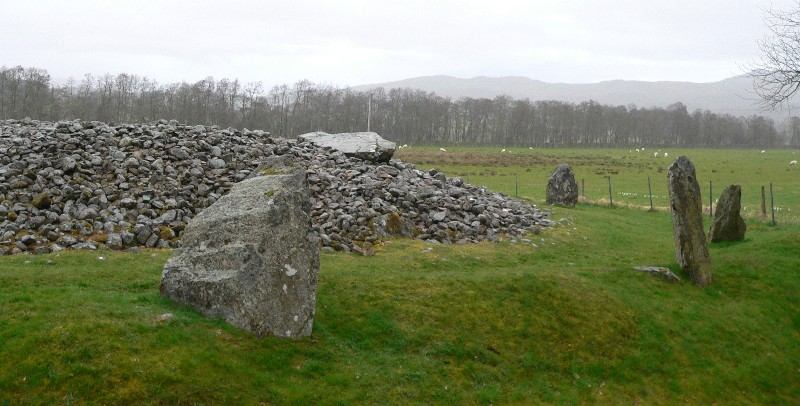
Het graf vanaf het oosten. De vermoedelijke afdeksteen ligt halverwege de muur. Om het graf staan stenen van de steencirkel.

In de binnenste cirkel staan kleinere kerbs ten opzichte van de buitenste cirkel. Ze vormen de onderste rij stenen in een wand van gestapelde stenen. Aan de noordoostelijke zijde zijn de kerbs het laagst. De diameter van deze binnenste wand is onderaan 3,5 meter, maar vanaf ongeveer één meter hoogte wordt de diameter geleidelijk iets kleiner. Hierdoor zal in het verleden het graf uiteindelijk met één grote steen afgedekt hebben kunnen worden. De vermoedelijke afdeksteen ligt niet meer op zijn plaats, maar midden op de muur. Op deze steen zijn er cupmarks te vinden, ronde putjes die in de rots uitgehouwen zijn.
De ingang tot het graf wordt gevormd door een rechte gang door de muur. De ingang is georiënteerd op de midwinter zonnewende in het zuidwesten. Het is uitzonderlijk dat de gehele gang van een Clava cairn intact is, zoals hier bij Corrimony Chambered Cairn.
Het graf wordt omgeven door een steencirkel van twaalf stenen. De cirkel heeft een diameter van 21 meter. Een aantal van deze stenen zijn er in de negentiende eeuw geplaatst. Het is onbekend wat het oorspronkelijke aantal stenen was.

## Opgravingen

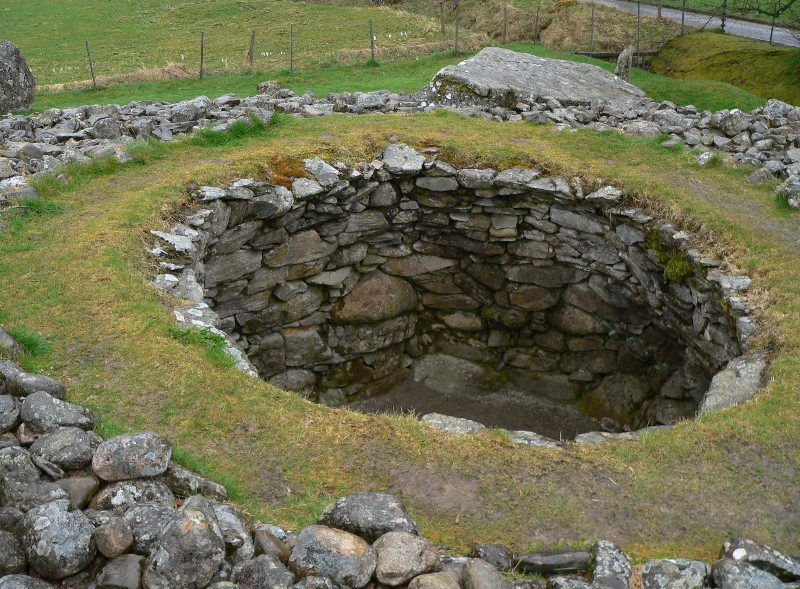
Het graf vanaf het zuidwesten aan de bovenzijde. De vermoedelijke afdeksteen ligt aan de andere zijde van de opening op de muur.

Tijdens opgravingen in 1952 bleek dat het graf was gebruikt voor het begraven van één persoon, vermoedelijk een vrouw. Het lichaam was tijdens de opgravingen te herkennen doordat de grond anders gekleurd was op de plek waar het lichaam gelegen had. Verder werd er een speld gevonden, die was gemaakt van bot.

## Beheer
Corrimony Chambered Cairn wordt beheerd door Historic Environment Scotland.